# Крафт-бумага
Крафт-бумага (нем. Kraft — сила) — высокопрочная обёрточная бумага из слабопроваренной длинноволокнистой сульфатной целлюлозы. Производится из древесины в процессе сульфатной варки, также известной как крафт-процесс. Используется для упаковочных целей, а также изготовления бумажных изделий, обязанных быть прочными и износостойкими — гофрокартона, крафт-мешков, пакетов, конвертов, бумажных шпагатов и т. п. Обычно крафт-бумага производится коричневого цвета, однако может быть и отбеленной.
Крафт-бумага была разработана в 1852 году в Соединённых Штатах.
Виды крафт-бумаги:
- бурая, белая или цветная;
- оберточная;
- мешочная;
- крафт-картон.